# 火花行动 (1943年)
火花行动是德国陆军军官和政治人物在二战期间策划的刺杀希特勒計劃。1941年，国防军军官亨宁·冯·特雷斯科給刺殺計劃起名火花行动，因为他认为，希特勒当时似乎战无不胜，个人魅力强大，且所有德国军官都已向他个人宣誓效忠，若想推翻希特勒和纳粹政权，就必须先杀掉希特勒。希特勒之死就将成为“火花”，即发动政变，推翻纳粹，结束战争的信号。
至1943年初，德军未能战胜苏联，在斯大林格勒战役承受了灾难性失利，在北非戰場也遭遇败绩，盟军还愈发频繁地對德国本土發動戰略轟炸，很多德国人对纳粹政权的忠诚都变得大不如前。反希特勒人士认定，这就是发起火花行动的良机。後備軍司令弗里德里希·奥尔布里希特制定了一个在希特勒被杀后利用軍隊夺取国家控制权的计划。亨宁·冯·特雷斯科当时已经在苏德战争戰場担任中央集團軍的作战指挥。中央集团军群司令君特·馮·克魯格知晓特雷斯科的秘密活动，但既没有向盖世太保检举他，也没有参与其中。他允许特雷斯科将一些持反纳粹立场的军官安插进集团军群的参谋部，但也曾试图劝服特雷斯科放弃行动。
1943年2月19日，希特勒乘飞机抵达乌克兰文尼察的元首总部狼人，一直呆到3月13日。在他要离开时，他决定在返回德国之前于当天再去一趟斯摩棱斯克附近的中央集团军群司令部。他将会见克鲁格，并在军官食堂用餐，最后离开。这是特雷斯科等人遇到的第一个行刺机会。
特雷斯科准备下列計劃：：
- 刺客在军官食堂的晚宴上击毙希特勒。不過该选项被否决，因为很多人都厌恶这个射杀一个手无寸铁之人的计划，不愿配合。
- 将一枚定时炸弹偷运上希特勒的飞机。这就是他们最终打算实施的计划。

炸弹将被装进本该装着两瓶君度的盒子。特雷斯科认识希特勒随行人员中的一位叫海因茨·布兰特（Heinz Brandt）的中校，此人将和希特勒同乘一架飞机。特雷斯科请求布兰特将盒子捎回德国，交给自己的朋友赫尔穆特·施蒂夫。特雷斯科声称自己打赌输给了施蒂夫，所以送酒给他。
特雷斯科的助手法比安·冯·施拉布伦多夫将携带盒子來到机场。就在希特勒和随从们准备登机时，施拉布伦多夫将用钳子偷偷启动引爆装置，之后再把盒子整理好，交给布兰特。
炸弹将在起飞半小时后爆炸，如果順利爆炸的話，飞机在那时已经飞到明斯克附近，离前线足够近，可以将空难归咎到苏军战斗机头上。
如果空难真的發生而且希特勒真的遇难話，奥尔布里希特将动用后备军，在柏林、维也纳、慕尼黑以及各个军区夺取控制权。
但是最終炸弹却未被引爆。知晓炸弹未在飛機引爆后，為了避免被发现或者炸弹最终在其他地方爆炸，施拉布伦多夫乘下一班飞机去找布兰特中校，趕在爆炸之前把盒子拿回來。